# Теотіуакан
Теотіуакан  (науатль Teōtīhuacān, мая Wite' Naah, ісп. Teotihuacán) — величезне доколумбове місто в долині Мехіко, на території якого розташовані найбільші піраміди Месоамерики (піраміда Сонця є третьою за висотою у світі після піраміди Хеопса в Єгипті і Великої піраміди в Чолулу в Мексиці). Крім пірамідальних структур, Теотіуакан відомий великим комплексом житлових споруд (так звана «Вулиця Мертвих») та яскравими і добре збереженими фресками.

## Розташування
Багатолюдне колись місто розташоване в долині на висоті 2000 м над рівнем моря. На півдні оточене горами, а на півночі — низкою згаслих вулканів.

## Назва
Первісна назва міста залишається невідомою. Мая іменували його Вітенах або Хонохвіц. Але сьогодні поширенішою є назва, що дали покинутому на той час місту ацтеки. З мови науатль Теотіуакан перекладається як «місто, де люди ставали богами».

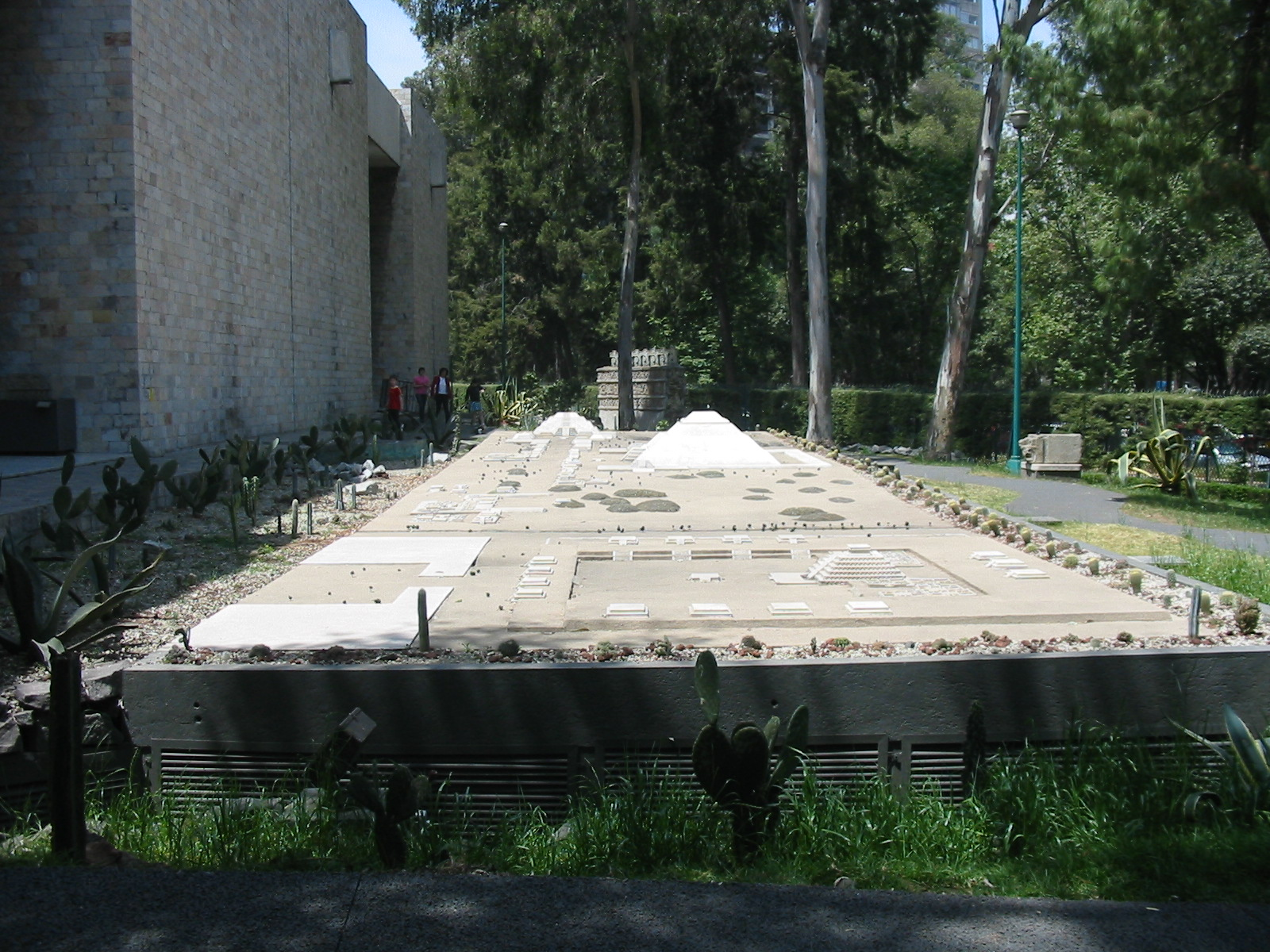
Макет міста

## Історія
У пізній Формативний період (650—600 роки до н. е.) жителі розташованих на схилах гір сіл почали переселятися в долину Теотіуакан. Тут недалеко від теотіуаканських водних джерел розташовувалося найбільше поселення, що мало великий потенціал зростання, перш за все завдяки хорошим умовам для ведення сільського господарства. На думку дослідників, могло існувати кілька конкуруючих поселень. Цей процес тривав до пізньої фази Куаналан (400—200 роки до н. е.)
На початку термінального формативного періоду відбувається зміна клімату. Під час фази Тесойюка (200—100 роки до н. е.) він став трохи посушливим, що призвело до раннього розвитку іригації в долині Теотіуакан. До 150 року до н. е. тут використовувалося зрошення полів.
У фазу Патлачіке (100-1 роки до н. е.) відбулося різке зростання населення поселення. Незабаром Теотіуакан став центром, що почав змагатися за регіональне домінування з іншим впливовим містом того часу — Куїкуїлько. На знак нового статусу почалося зведення піраміди Місяця, яка на той момент являла собою невелику платформу. Остання була споруджена ще до того, як місто було вбудовано в чітке міське ортогональне планування і є однією з найдавніших з відомих громадських споруд Теотіуакана.
Місто досягло свого розквіту в І столітті н. е., коли воно було найбільшим містом Америки та одним із найбільших у світі, протягом цього періоду його населяли понад 100 тисяч мешканців.
Цивілізація, що збудувала місто, також відома під назвою Теотіуакан, місто було її політичним та релігійним центром, а вплив поширювався на всю територію Месоамерики, частково через прямий контроль, а частково через культурний вплив (точні кордони держави та залежних територій залишаються невідомими), що простежується у виробах та архітектурі багатьох поселень регіону. Етнічний склад мешканців міста залишається предметом досліджень, ймовірні кандидати включають науа, отомі та тотонаків, часто припускається, що місто було багатонаціональним.
У період між 200 і 300 роками, слідом за напливом мігрантів, Теотіуакан організував масштабний захід, що змінив устрій і вигляд міста. Того часу на зміну ранніх типів міських житлових будівель прийшов унікальний в Америці комплекс — зводяться багатородинні житлові компаунди. Водночас була зведена піраміда Сонця (230—330 роки) та храм Пір'ястого змія (200—250 роки). Незабаром після споруди, піраміда Пернатого змія висотою близько 30 м була сплюндрована і ритуально знищена.
З 350 року Теотіуакан почав проводити активну зовнішню політику з військовими вторгненнями до стратегічно важливих районів. У 378 році мая Тікаля зафіксували вторгнення в місто чужинців із заходу. Тоді ж зник із політичної арени попередній цар Тікаля і зацарював новий. Така політика прямого втручання в маянські справи тривала близько 50 років. Теотіуакан втручався в справи багатьох інших районів, але перша імперія Месоамерики проіснувала недовго. Ще близько 100—150 років Теотіуакан мав сильний вплив за межами Центральної Мексики, але вже на початку VI ст. імперія відчула занепад.
До фази Метепек (550—650 роки) Теотіуакан почав втрачати контроль над територіями, а населення мегаполісу скорочуватися. Одні вчені вважають, що значні потрясіння місто почало відчувати з 550 року. На їхню думку, саме тоді відбулися в місті пожежі, а еліта втратила свою владу. Інші вважають, що руйнування в місті відбувалися в 650 році і саме тоді головні будівлі міста охопила пожежа. Утім, колапс мегаполісу близько 650 року сприяв утворенню численних держав і децентралізації економіки.
Незабаром після руйнування і спалення будівель вздовж Дороги мертвих, місто зазнало різкого скорочення населення. Ймовірно, на деякий час місто було зовсім залишено. Період історії Теотіуакана з 650 до 900 років вивчений недостатньо, немає адекватного розуміння того, що тут відбувалося. Деякі ранньокласичні будови в цей час використовувалися вдруге, зокрема навколо платформи піраміди Сонця.
У ранній післякласичний період Теотіуакан був центром держави, що контролював долину навколо себе. За різними підрахунками місто населяло від 20 до 30 тисяч осіб. Цей період у долині Теотіуакан ділиться на 2 субфази. Першу субфазу характеризує кераміка Масапан/Масапа (900—1000 роки), яка походить з долини Теотіуакана і навіть з самого міста. Друга субфаза Атлатонго (1000—1150/1200 роки) характеризується місцевої імітацією тульської кераміки, що вказує на залучення долини Теотіуакана до сфери інтересів Тули. Найбільшим місцем концентрації населення була територія Лас-Пальмас, розташована на схід від піраміди Сонця.
У середній післякласичний період (1150—1350 роки) Теотіуакан являв собою столицю невеликого міста-держави зі своїм власним володарем. Вважається, що в цей період міський центр розташовувався на південний схід від Сьюдадели.
На початку пізнього післякласичного періоду — у 1420 році — місцеву царську династію було повалено Тезозомоком, правителем місто-держави Ацкапоцалько. Проте вже у 1428 році Несауалькойотль, тлатоані Тескоко, відновив тут царську династію і за допомогою шлюбного союзу теотіуаканська правляча династія була пов'язана з Тескоко. Тоді в місті проживало від 7-8 до 12-15 тисяч осіб. Це був адміністративний та релігійний центр, у якому щотижня організовували ринок, де головними товарами були вироблені в місті обсидіан і кераміка. Тут починалася іригаційна система, яка в 1519 році зрошувала близько 5800 га сільськогосподарських угідь. Теотіуакан був частиною Ацтецької імперії, виплачував данину як Тескоко, так і Теночтітлану.
У колоніальний період (1521—1821 роки) спадкоємці династії теотіуаканських правителів зуміли зберегти володіння частини міста. Здебільшого вони займалися захистом своїх земель від зазіхань іспанської корони, католицької церкви та іспанських ідальго. Водночас продовжували вести ацтекську практику шлюбних союзів із впливовими родинами, займалися вирощуванням пшениці, магея, ячменю і під кінець почали здавати землю в оренду іспанцям. Утім, місто Теотіуакан як адміністративна одиниця припинив своє існування.

## Головне джерело прибутку
Головним джерелом прибутків мешканців міста були значні поклади обсидіану — вулканічного скла, легкого в обробці, яке йшло на виготовлення знарядь для полювання та війни. Обсидіан був місцевим замінником металів. А мешканці міста зробили усе можливе, аби стати монополістами у видобутку та продажу обсидіану чи виробів із нього. Відтак це стане засобом впливу й тиску на місцеві народи.

## Відсутність письмових джерел

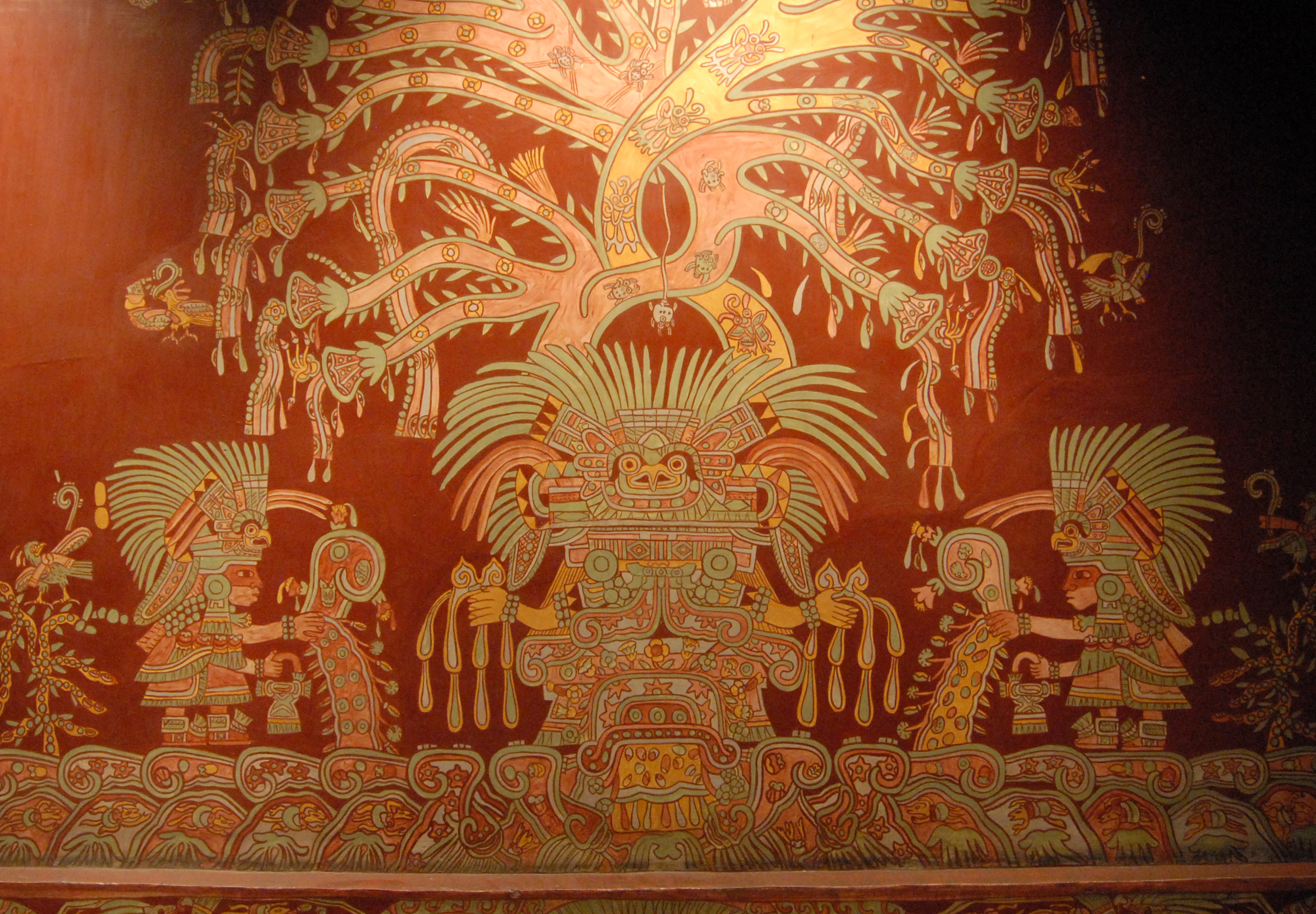
Копія стінопису з зображенням богині в Теотіуакані, Національний музей антропології, Мехіко

Найбільшою перешкодою у вивченні історії міста стала повна відсутність письмових джерел. Їх немає ні на кам'яних стінах, ні в храмах, ні в похованнях. У будівлях знайдено значну кількість стінописів, але написів вони теж не мають. Переважають зображення богів, оголених та розкішно одягнених людей, сцени жертвоприношень, у тому числі кривавих.
Ці стінописи та інтерпретації археологічних артефактів залишаються єдиним джерелом інформації про минуле міста. Особливістю стінописів стала відсутність портретних зображень, а ті, що є, не можуть бути портретами.

## Зразки стінописів

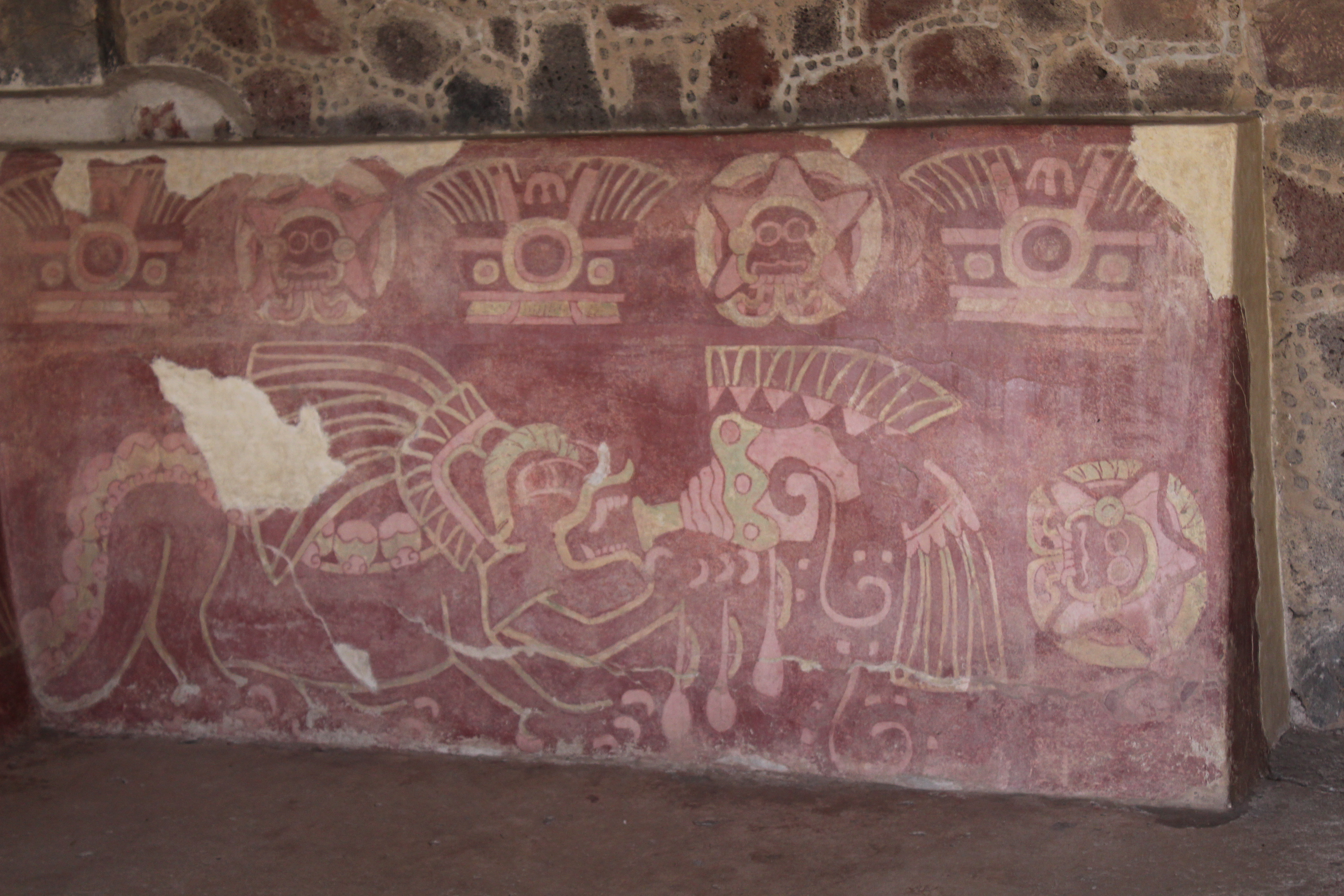
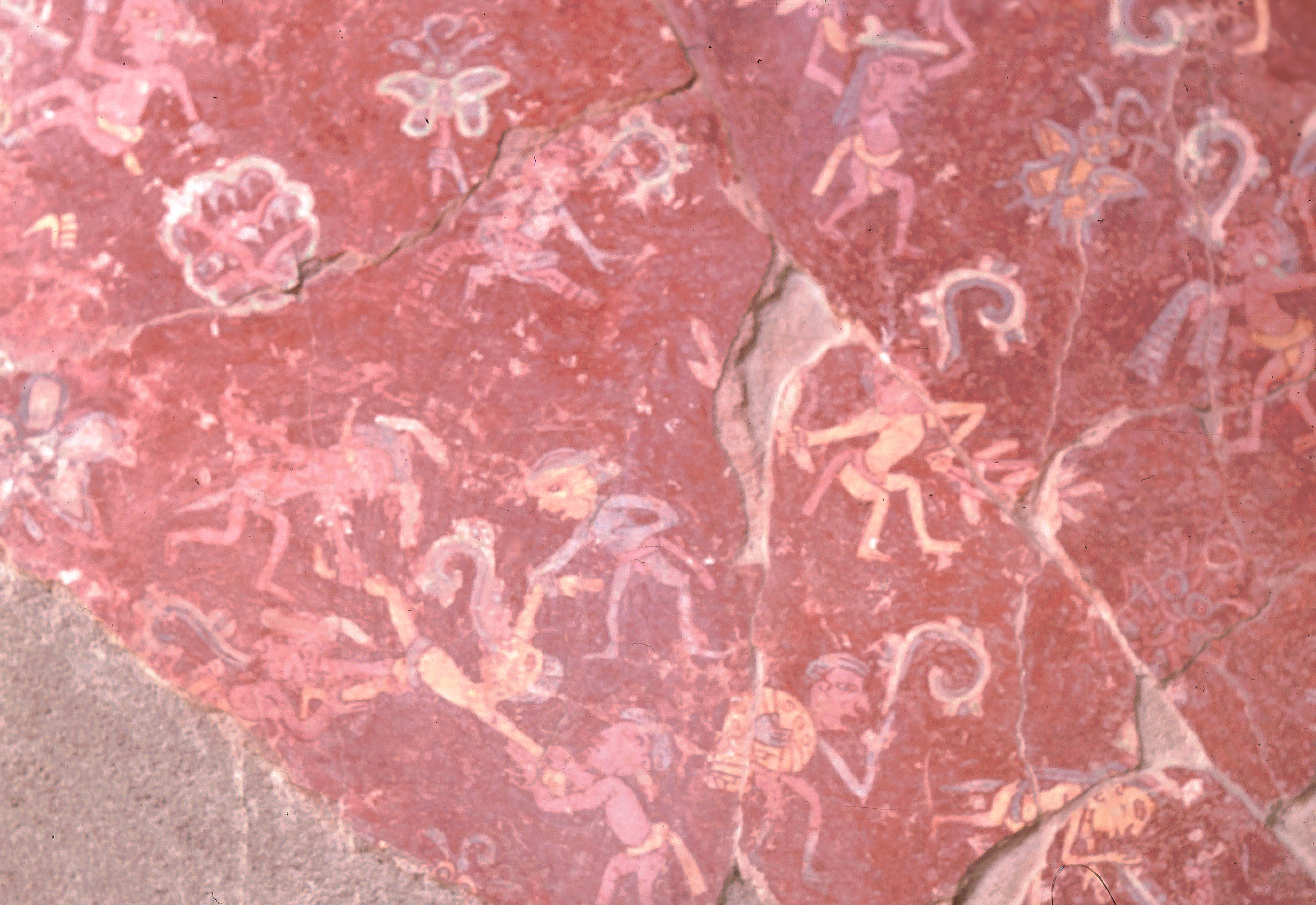
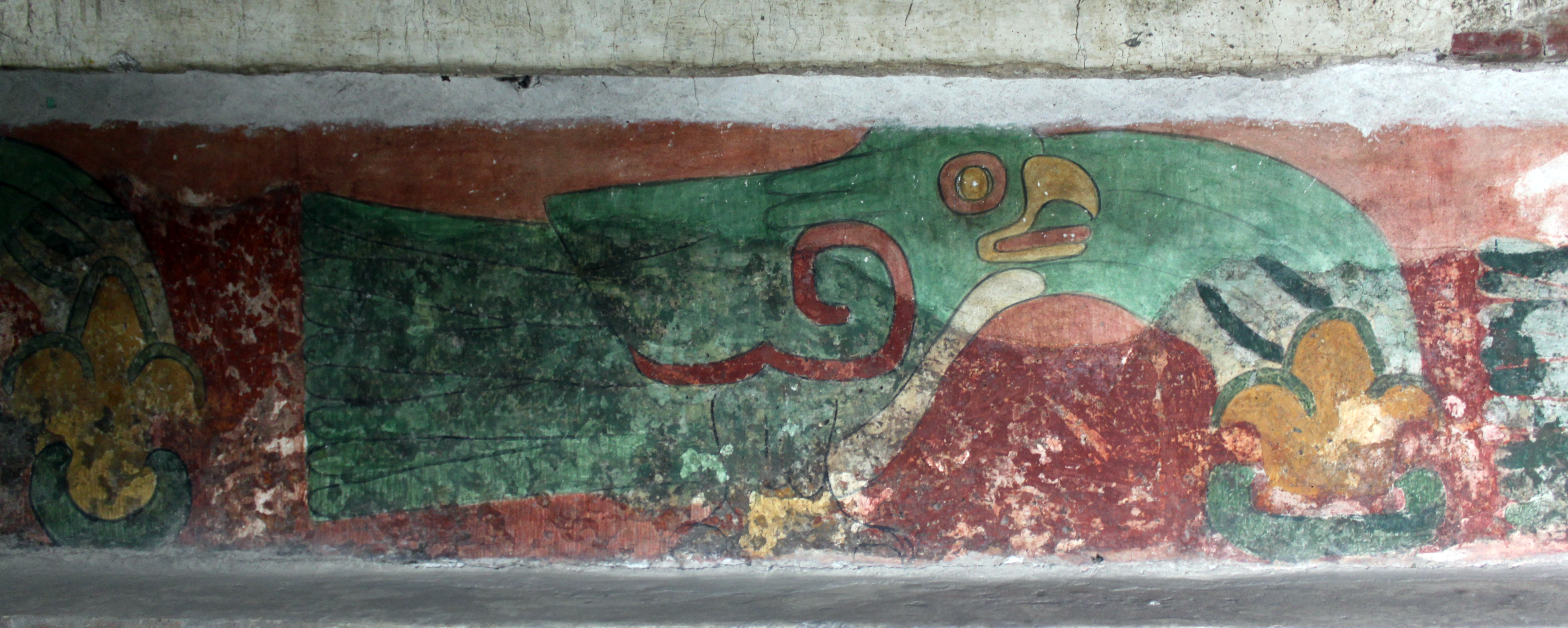
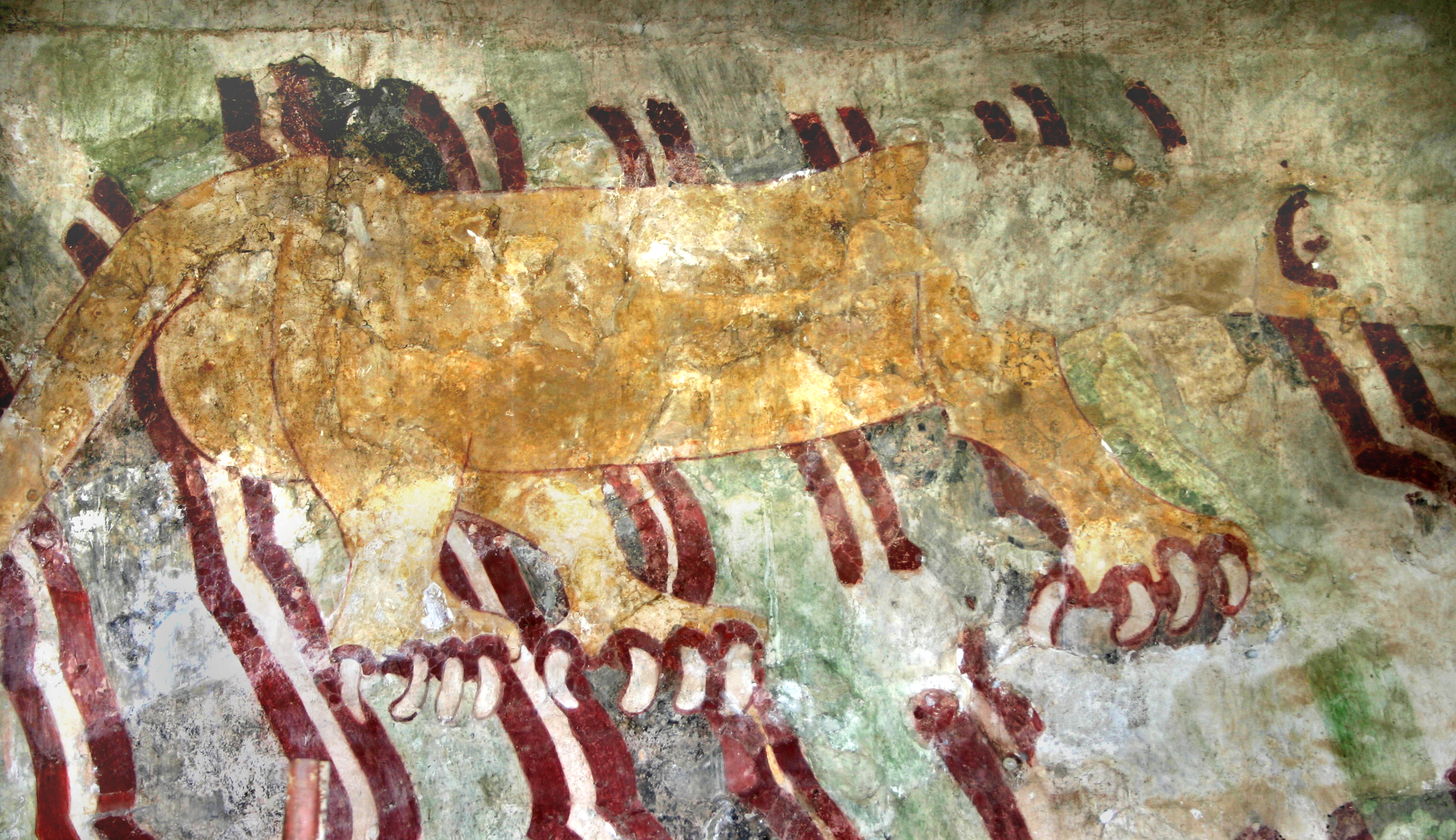

## Сільські околиці
У середині XX століття були проведені дослідження місцевості та фотофіксації з літака. Вони виявили залишки гідромеліоративної мережі в сільських околицях міста. Серед їстівних рослин переважали кукурудза, гарбуз, овочевий перець, амарант.

## Розпланування
Дослідження останніх десятиліть стали в пригоді при створенні фіксаційного плану міста. Існує головна магістраль у напрямку південь-північ завширшки 45 метрів та довжиною чотири кілометри. Її сучасна умовна назва — Дорога Мертвих. Досить нез'ясованими залишаються обставини чіткої геометричності плану міста та його храмів. Вісь головної вулиці має незначний ухил лише на 15 градусів від дійсного напрямку південь-північ, отриманого сучасними пристроями. На схід від головної вулиці розташована найвища споруда міста — піраміда Сонця.

## Піраміда Сонця
Див. також Піраміда Сонця.

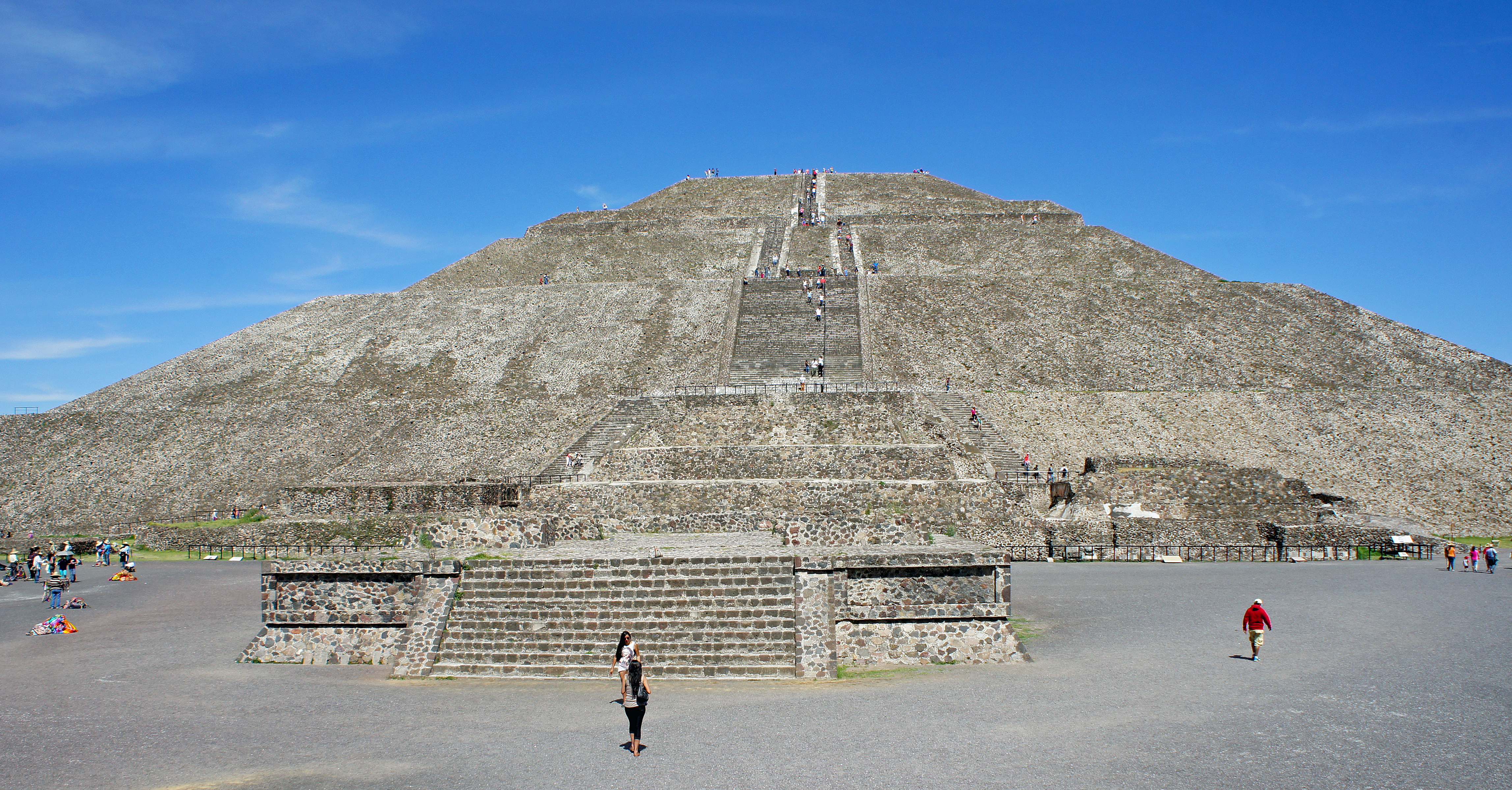
Піраміда Сонця

Її часто порівнюють з пірамідою Хеопса в Єгипті. Але окрім пірамідальної форми їх нічого не зближує. Піраміда Сонця має чотири уступи і довгі сходи до верхнього майданчика, куди можна піднятися, на відміну від піраміди Хеопса, що має іншу функцію (бути тільки величною усипальнею фараона). Не знайдено поки і поховальної комори. Розміри найнижчого уступу піраміди дорівнюють 220 на 225 метрів, а її висота — 65 метрів. Під пірамідою виявлено печеру.

## Піраміда Місяця
Див. також Піраміда Місяця.
Це друга з найбільших пірамід мертвого міста. Розташована на північній околиці Дороги Мертвих і менша за розмірами (120 на 1520 м). При висоті 45 м її верхній майданчик майже на тій же висоті, що й майданчик піраміди Сонця. Все через використання тераси-пагорба, на якому її побудували. Останніми дослідженнями (початок XXI ст.) встановлено, що Піраміда Місяця містить 7 вбудованих «пірамід у піраміді», при цьому кожна з наступних — більша першої. Ймовірно, за допомогою цієї піраміди стародавні жителі цього місця імітували потойбічний світ. До такої думки прийшли археологи під час комп'ютерного аналізу тунелю під цією пірамідою. Передбачається, що раніше там знаходилися ритуальні предмети. Які в ньому проводилися обряди поки невідомо. Тунель знаходиться під пірамідою на глибині десять метрів і розтягується на довжину 103 метри. Вважається, що його засипало ще в давнину.

## Сьюдаделла

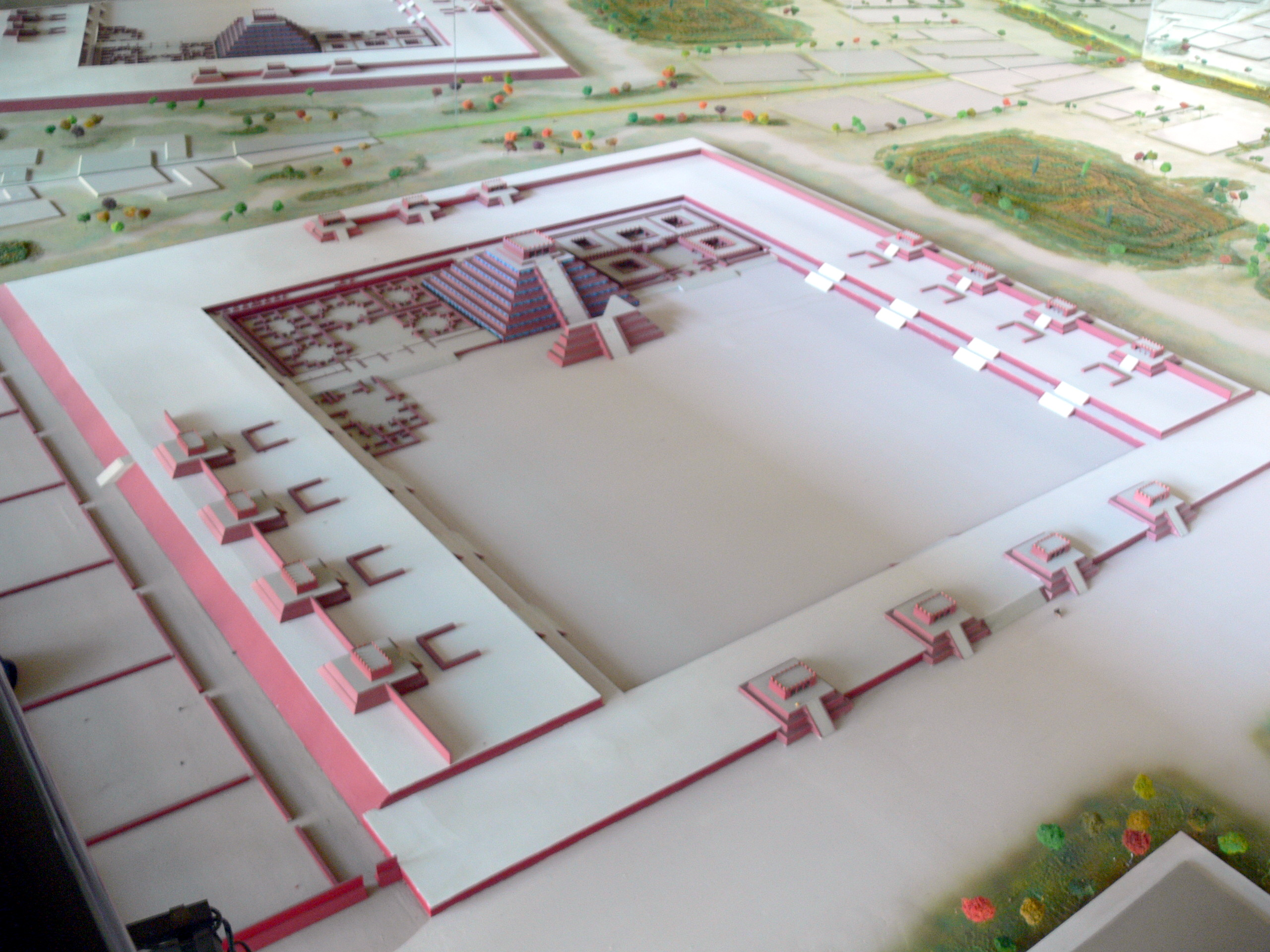
Модель Сьюдаделли

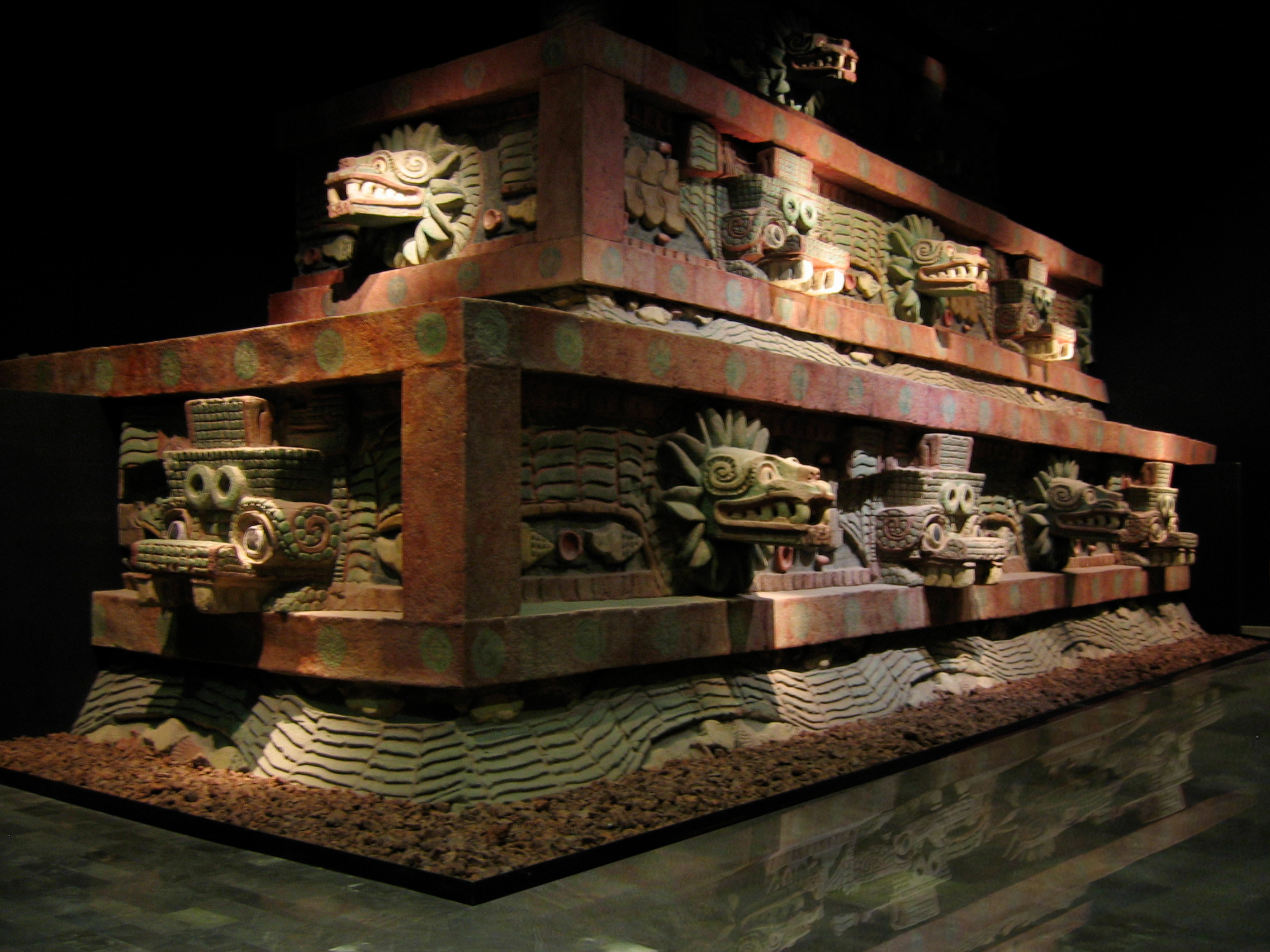
Піраміда Кецалькоатля, Нац.музей антропології, Мехіко

У південній частині міста віднайдено огороджену ділянку у формі квадрату. За європейськими аналогіями вона отримала назву «Сьюдаделла» (цитадель). Фортечна стіна за периметром дорівнює 400 метрів. Саме тут залишки піраміди (храму), присвяченого богу Кетцалькоатлю, Пернатому Змію. Бічні фасади піраміди прикрашені скульптурами на сюжет сходження Кетцалькоатля в Підземний світ заради війни з демонами. Після перемоги він повернувся до людей, а ці зображення вважають найдавнішими на подібний сюжет.

## Невідома катастрофа
Серединою VIII-го століття датують якусь велику пожежу, що сталася в місті. Після цього величне місто занепало, а мешканці покинули його.

## Артефакти з розкопок міста

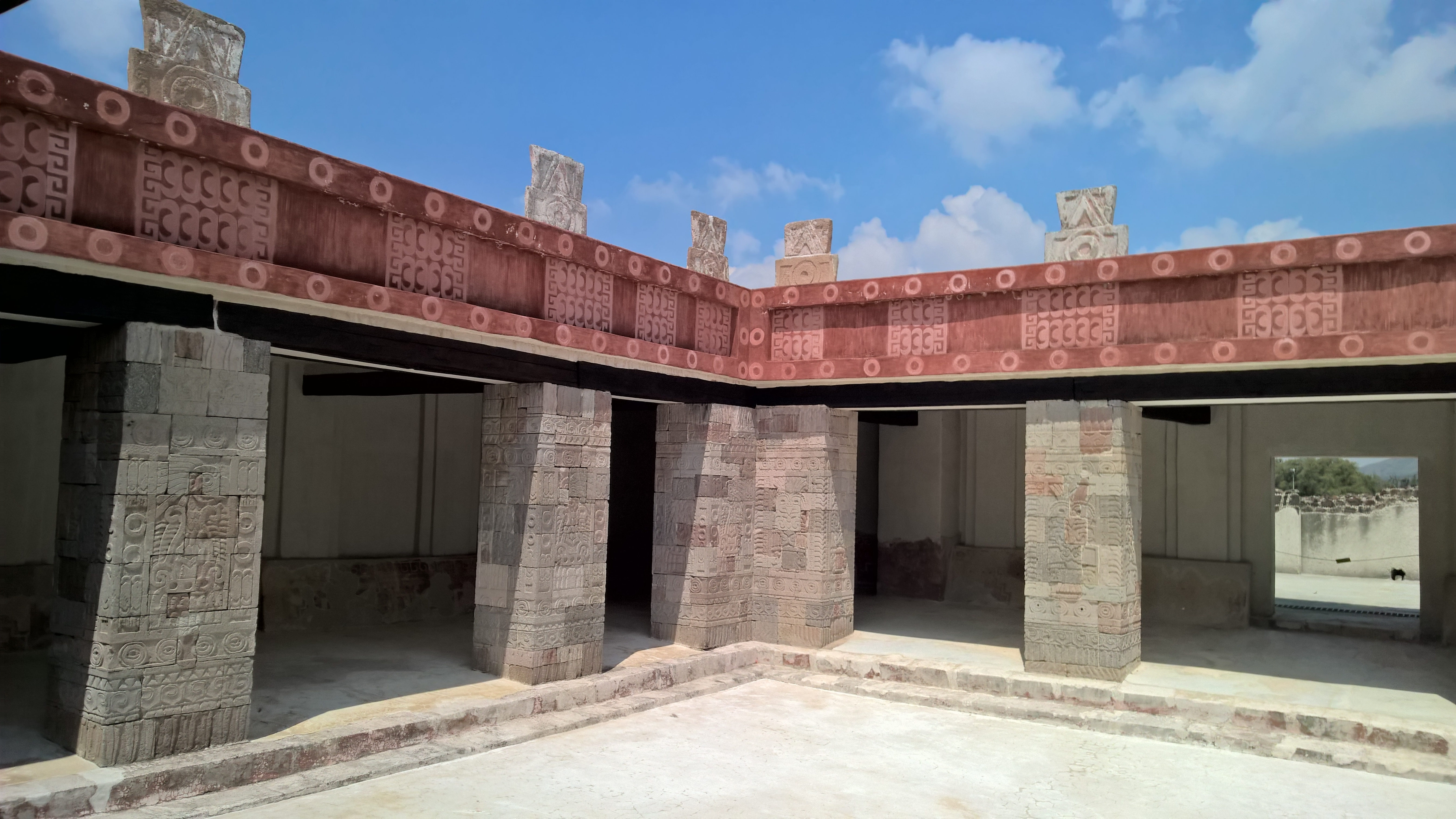
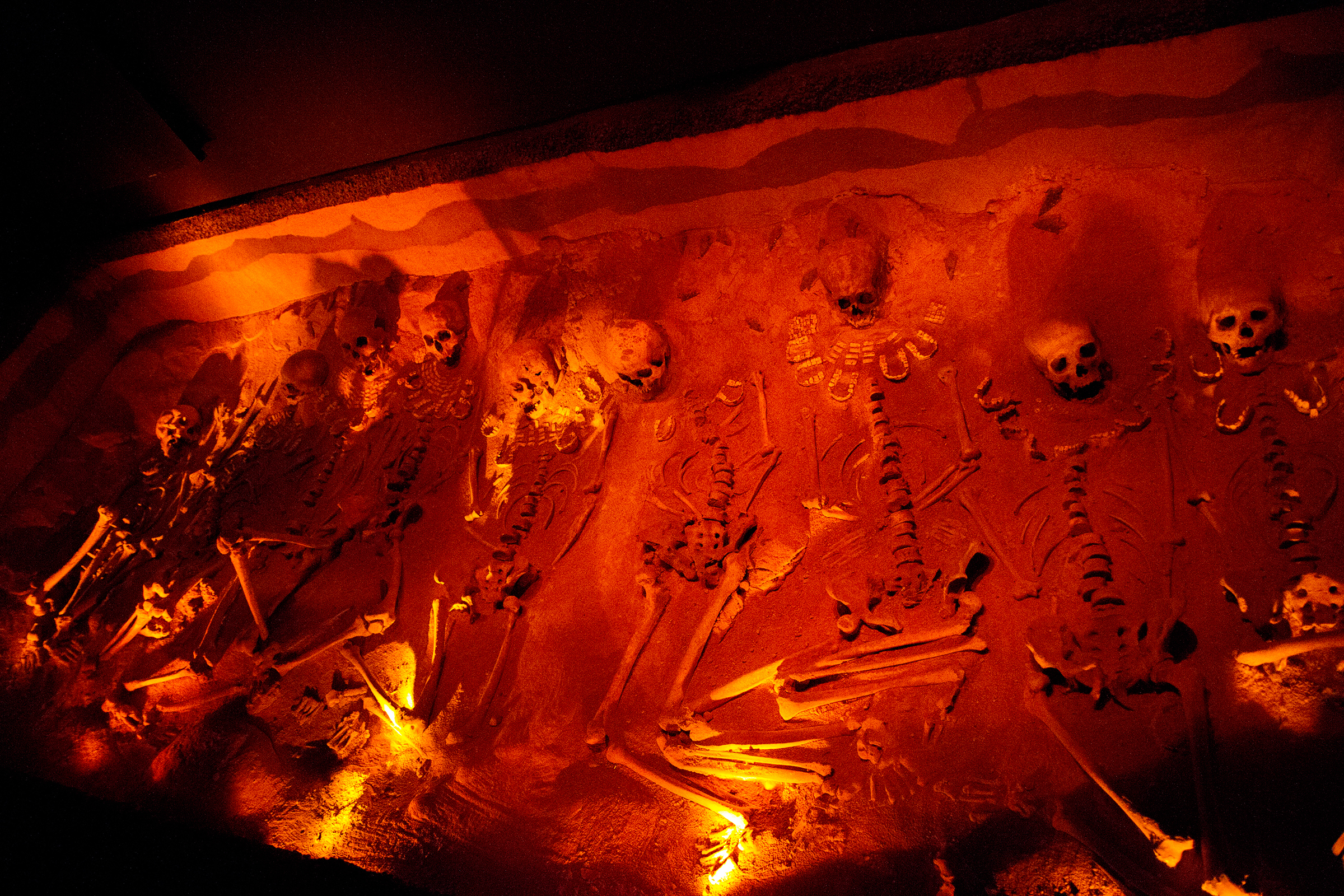
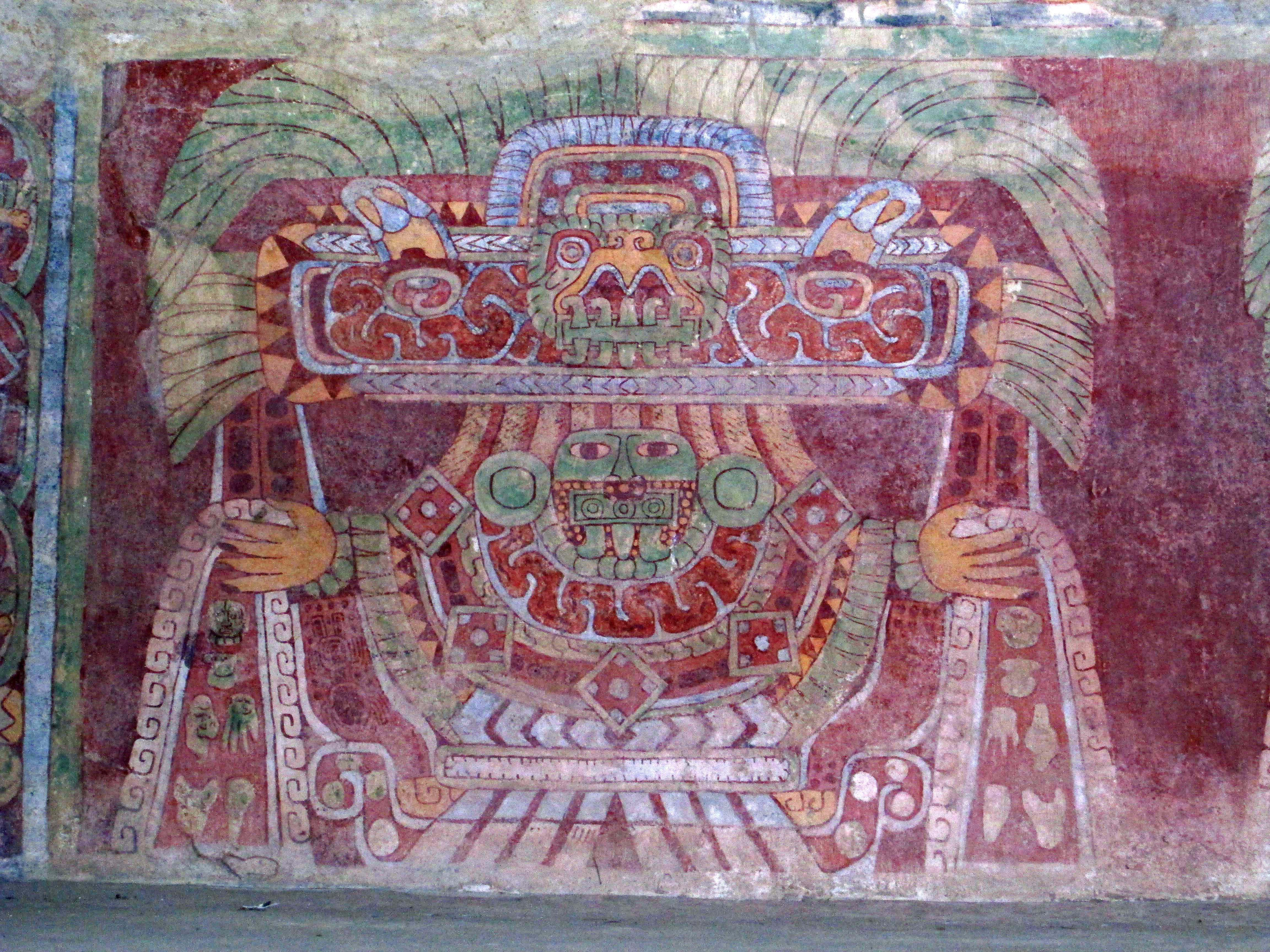
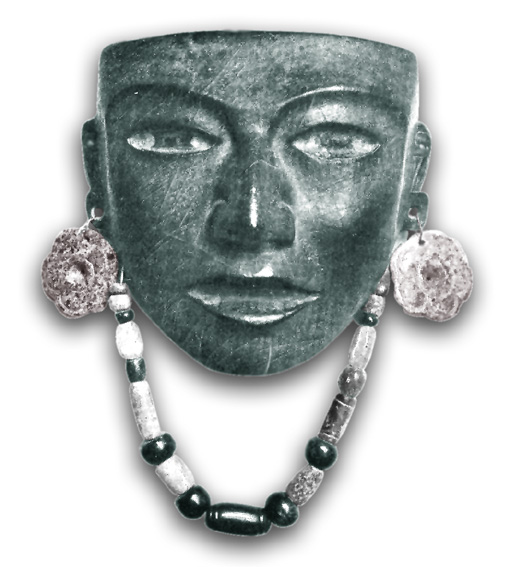
Кам'яна маска
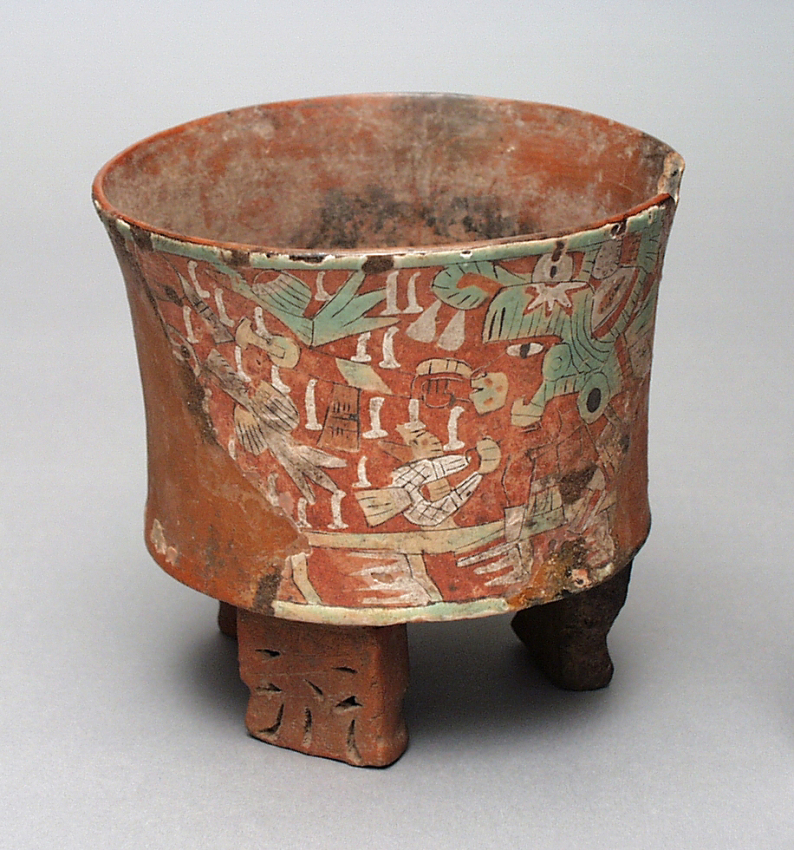
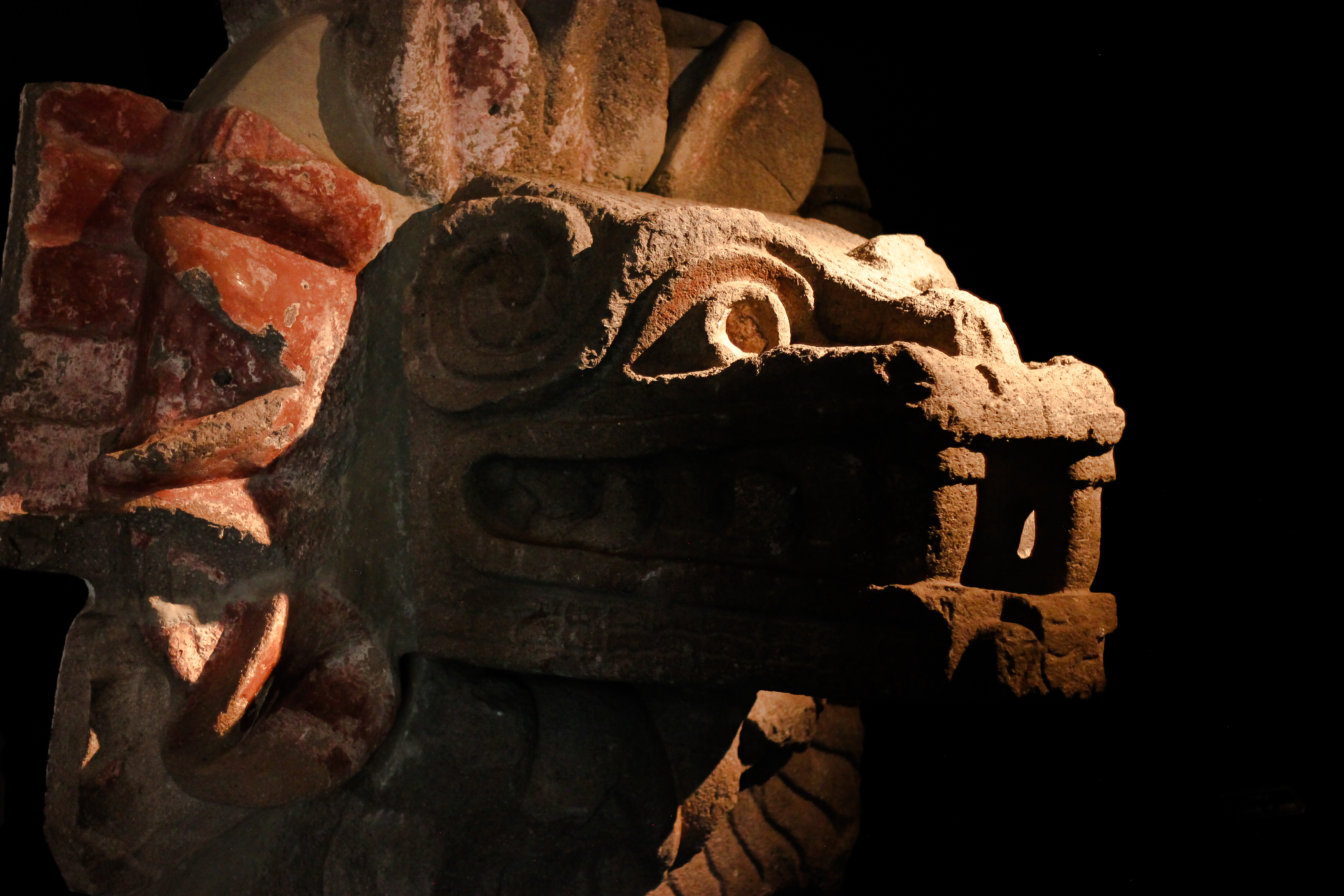
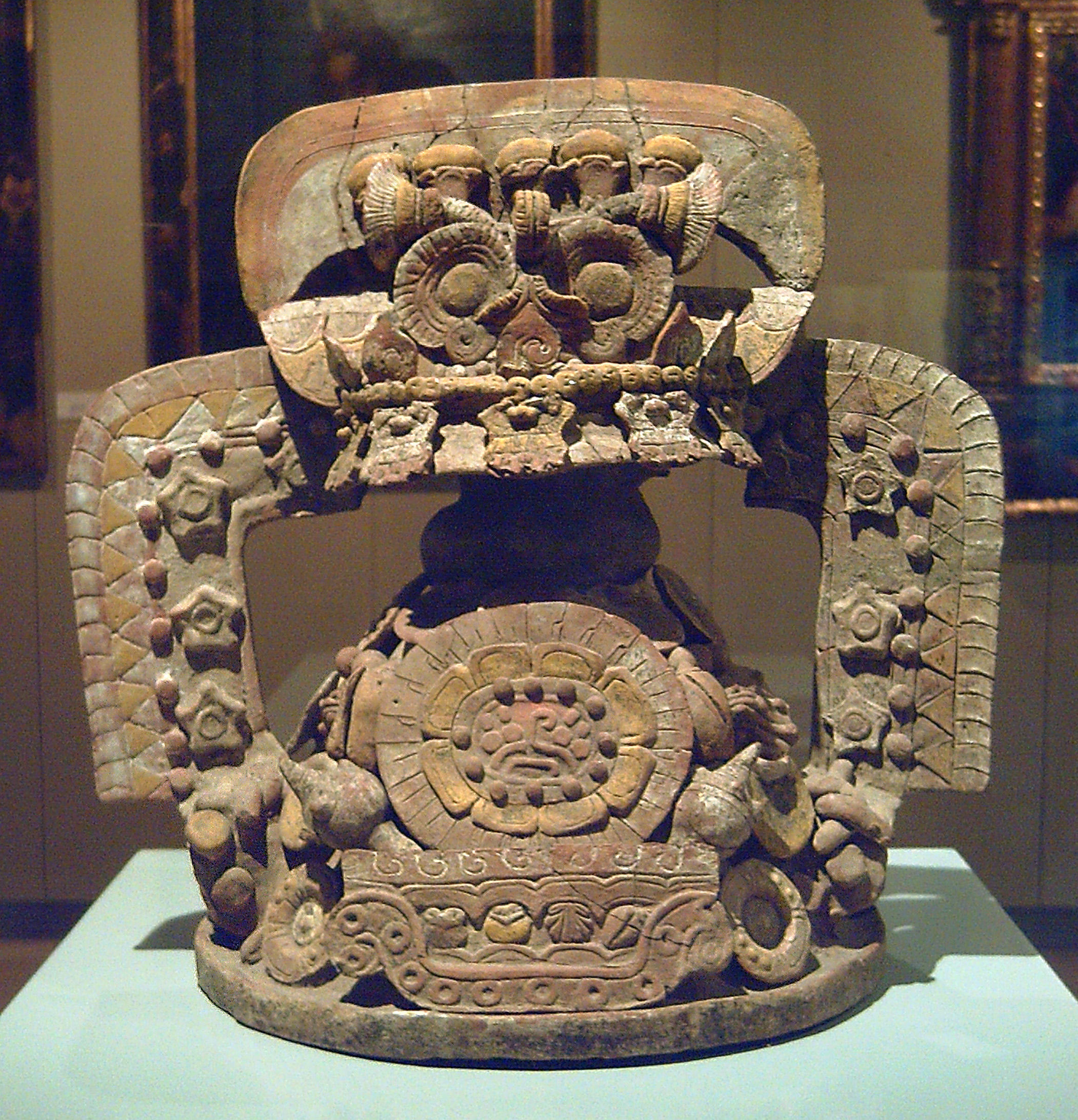
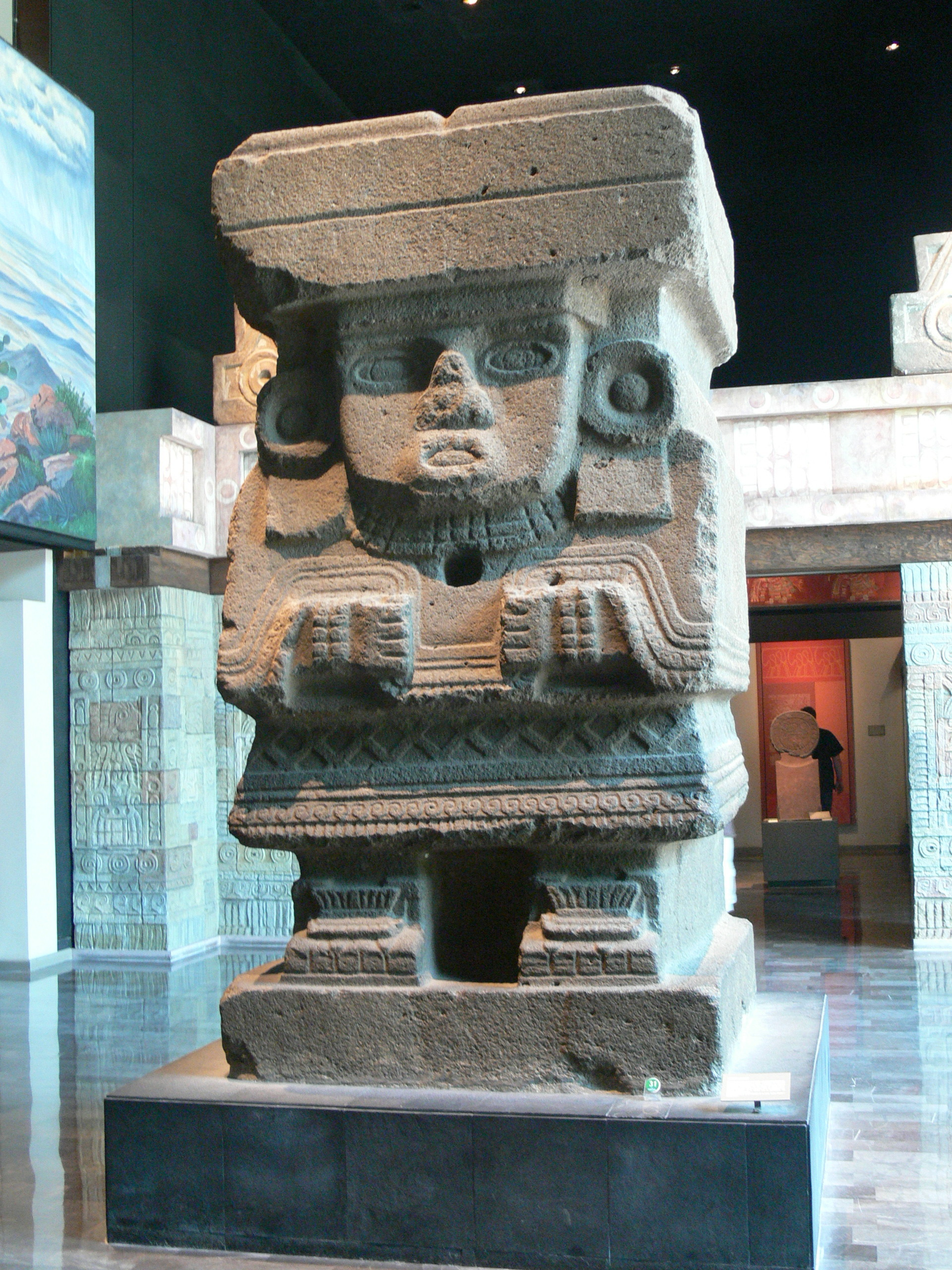

## Колонії чи периферійні центри
Зникнення життєдіяльності міста не пов'язане з повним зникненням його культурного впливу. Нові знахідки археологів породили гіпотези про колонії чи периферійні центри культури Теотіуакан. Її залишки знайдено далеко на південь від міста — в Копані (теперішній Гондурас), в Камінальгую та Тікалі (теперішня Гватемала), на півострові Юкатан, на узбережжі Тихого океану та в Монте-Альбані.

## Сучасність
Місто та археологічна ділянка розташовані на території сучасного муніципалітету Сан-Хуан-Теотіуакан штату Мехіко, приблизно за 40 км від міста Мехіко. Площа археологічної ділянки становить приблизно 83 км², хоча стародавнє місто було помітно більшим. З 1987 року археологічна ділянка входить до списку Світової спадщини.